# 평내호평역
평내호평역(坪內好坪驛, Pyeongnaehopyeong station)은 경기도 남양주시 평내동에 있는 경춘선의 전철역이다. 남양주권역에서 ITX-청춘의 최다정차역이고, 대부분의 열차가 이 역에 정차한다. 평내차량사업소의 인입선이 이 역의 서쪽에서 본선과 분기하며, 입·출고 열차는 이 역에서 시·종착한다. 이 역에만 쌍섬식 승강장이다

## 역사
- 1939년 7월 20일 : 평내역(坪內驛)이라는 이름으로 임시승강장으로 영업 개시[1]
- 1958년 4월 25일 : 배치간이역으로 승격[2]
- 1958년 12월 24일 : 역사 신축 준공
- 1969년 2월 21일 : 보통역으로 승격[3]
- 1997년 6월 1일 : 배치간이역으로 격하[4]
- 2004년 12월 10일 : 무배치간이역으로 격하[5] 및 철도승차권 단말기 철거
- 2006년 8월 31일 : 평내호평역(坪內好坪驛)으로 역명 변경과 함께 역사 이전 및 을종위탁발매소 설치[6] 및 철도승차권 단말기 재설치
- 2010년 12월 21일 : 경춘선 복선 전철화 사업 개통으로 성북 기점 21.5 km에서 망우 기점 18.6 km로 변경[7], 수도권 전철 경춘선의 전철역이 됨
- 2012년 2월 28일 : ITX-청춘 운행과 함께 급행 열차 폐지
- 2017년 1월 31일 : 급행열차 재운행과 함께 청량리역 연장

## 역 구조
2면 4선의 쌍섬식 승강장이 있는 지상역이다.

### 승강장
스크린도어가 설치되어 있다.
| ↑금곡           |
| ４３ \| ２１ \| |
| 천마산↓         |

| 1·2 | ● 수도권 전철 경춘선, ITX-청춘 | 마석 · 청평 · 가평 · 춘천 방면            |
| 3·4 | ● 수도권 전철 경춘선, ITX-청춘 | 사릉 · 상봉 · 청량리 · 광운대 · 용산 방면 |

## 구 평내역
구 평내역은 현재의 평내호평역보다 북쪽에 있었고, 쌍섬식 승강장으로, 역 건물은 승강장 중간에 있었다. 2006년 8월 31일 인근 호평동 지역 주민들이 역명 변경을 요구하는 민원을 제기해 현재의 평내호평역으로 변경되었다.

## 역 주변
- 의안대군 사당
- 평내지하차도
- 평내설해대책본부
- 평내협동공단
- 평내동주민센터
- 평내초등학교
- 남양주우체국
- lg베스트샾 평내점
- 삼성스토어 평내센터
- 롯데하이마트 평내점
- 백봉멀티스포츠센터
- 평내체육문화센터
- 평내진주대단지아파트
- 호평체육문화센터
- 이마트 남양주점
- 호평평내 행정복지센터
- 평동초등학교
- 메가박스 남양주점

## 이용객 변동
경춘선의 2010년 자료는 개통일인 2010년 12월 21일부터 12월 31일까지인 11일치만이 반영된 것이며, ITX-청춘의 2012년 자료는 운행 개시일인 2012년 2월 28일부터 12월 31일까지인 308일치만이 반영된 것이다.
| 노선     | 노선 | 일평균 인원수 (명/일) | 일평균 인원수 (명/일) | 일평균 인원수 (명/일) | 일평균 인원수 (명/일) | 일평균 인원수 (명/일) | 일평균 인원수 (명/일) | 일평균 인원수 (명/일) | 일평균 인원수 (명/일) | 일평균 인원수 (명/일) | 일평균 인원수 (명/일) | 일평균 인원수 (명/일) | 일평균 인원수 (명/일) | 일평균 인원수 (명/일) | 일평균 인원수 (명/일) | 각주  |
| 노선     | 노선 | 2010년                | 2011년                | 2012년                | 2013년                | 2014년                | 2015년                | 2016년                | 2017년                | 2018년                | 2019년                | 2020년                | 2021년                | 2022년                | 2023년                | 각주  |
| -------- | ---- | --------------------- | --------------------- | --------------------- | --------------------- | --------------------- | --------------------- | --------------------- | --------------------- | --------------------- | --------------------- | --------------------- | --------------------- | --------------------- | --------------------- | ----- |
| 경춘선   | 승차 | 4,536                 | 5,232                 | 5,330                 | 5,479                 | 5,618                 | 5,621                 | 5,756                 | 6,051                 | 5,888                 | 6,029                 | 4,678                 | 5,188                 | 5,697                 | 5,964                 | [ 9 ] |
| 경춘선   | 하차 | 4,480                 | 5,015                 | 5,146                 | 5,275                 | 5,419                 | 5,476                 | 5,657                 | 5,856                 | 5,757                 | 5,950                 | 4,622                 | 5,113                 | 5,582                 | 5,861                 | [ 9 ] |
| ITX-청춘 | 승차 | 미개통                | 미개통                | 980                   | 1,308                 | 1,519                 | 1,632                 | 1,716                 | 1,566                 | 1,614                 | 1,610                 | 1,165                 | 1,192                 | 1,336                 | 1,423                 | [ 9 ] |
| ITX-청춘 | 하차 | 미개통                | 미개통                | 876                   | 1,173                 | 1,359                 | 1,443                 | 1,529                 | 1,408                 | 1,432                 | 1,430                 | 1,037                 | 1,082                 | 1,203                 | 1,266                 | [ 9 ] |

## 사진

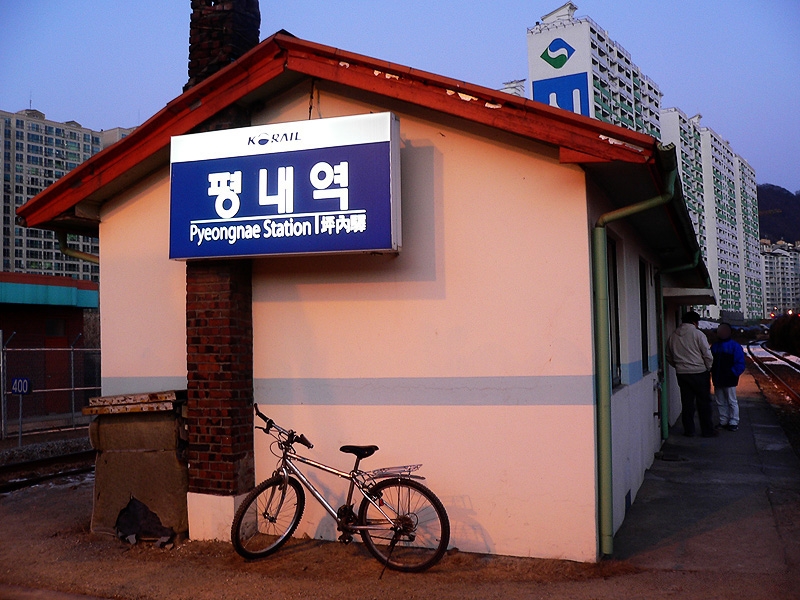
평내역 시절의 구 역사
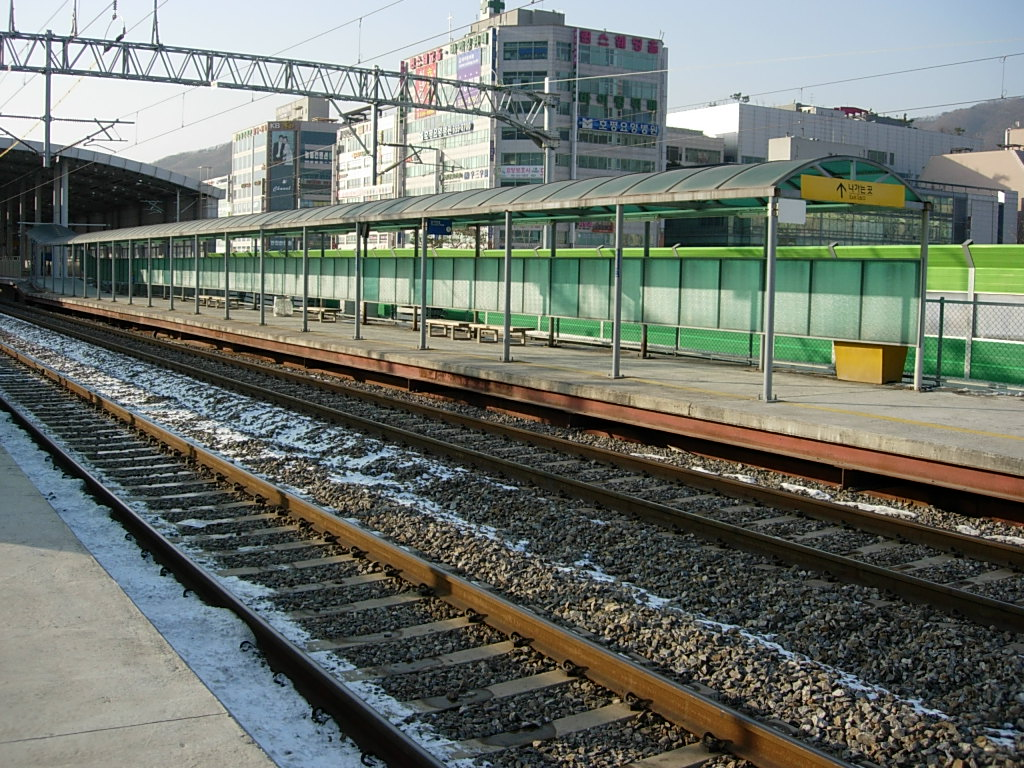
일반 열차 임시 승강장

## 인접한 역
| 경춘선                                | 경춘선                    | 경춘선              |
| ------------------------------------- | ------------------------- | ------------------- |
| 사릉 용산 방면                        | ITX-청춘 경춘선           | 마석 춘천 방면      |
| P127 금곡 상봉 · 청량리 · 광운대 방면 | ● 수도권 전철 경춘선 완행 | P129 천마산 춘천    |
| P126 사릉 청량리 방면                 | ● 수도권 전철 경춘선 급행 | P130 마석 춘천 방면 |